# مارسيلو برافو
مارسيلو برافو (بالإسبانية: Marcelo Bravo)‏ (10 يناير 1985 في الأرجنتين - ) هو لاعب كرة قدم أرجنتيني في مركز الوسط. شارك مع منتخب الأرجنتين تحت 20 سنة لكرة القدم. أما مع النوادي، فقد لعب مع فيليز سارسفيلد.

## وصلات خارجية
- مارسيلو برافو على موقع قاعدة بيانات كرة القدم.إي يو (الإنجليزية)